# Ilha do Cardoso
Ilha do Cardoso är en ö i Brasilien.   Den ligger i delstaten São Paulo, i den södra delen av landet, 1 000 km söder om huvudstaden Brasília. Arean är 15,1 kvadratkilometer.
Terrängen på Ilha do Cardoso är kuperad. Öns högsta punkt är 795 meter över havet. Den sträcker sig 19,7 kilometer i nord-sydlig riktning, och 13,9 kilometer i öst-västlig riktning.
I omgivningarna runt Ilha do Cardoso växer i huvudsak städsegrön lövskog. Runt Ilha do Cardoso är det glesbefolkat, med 10 invånare per kvadratkilometer.